# Another Side of Bob Dylan
Another Side of Bob Dylan è il quarto album ufficiale della discografia di Bob Dylan.
Prodotto da Tom Wilson, fu pubblicato nell'agosto del 1964 e vide per la prima volta il compositore e cantante di Duluth cantare accompagnandosi in alcuni brani al pianoforte.

## Descrizione
Il disco uscì nello stesso anno di The Times They Are A-Changin', ed è successivo alle prime opere giovanili di Dylan, l'album del debutto che porta il suo nome (Bob Dylan, del 1962) e The Freewheelin' Bob Dylan, del 1963.
Alla base di questo disco - anch'esso composto da brani tutti esclusivamente scritti dal cantante - c'è, secondo la ricostruzione fatta dai cultori del fenomeno Dylan, un suo lungo viaggio giovanile in automobile, stile on the road, attraverso gli Stati Uniti d'America.
Il pretesto sarebbe stato fornito da una serie di concerti: in realtà Dylan intendeva conoscere e vedere con i propri occhi (per carpirne gli umori) l'America del suo tempo, quella per la quale avrebbe poi scritto molte canzoni. Partito da New York arriverà, attraverso quel viaggio, fino in California.
Ed è sulla costa occidentale degli USA che inizia probabilmente l'attrazione di Dylan verso la musica dei Beatles, da poco in auge: le radio passavano in continuazione i singoli dei quattro di Liverpool: da questa attrazione nascerà un mutuo scambio di idee musicali fra il menestrello e, in particolare, il chitarrista dei Beatles John Lennon; una sorta di sodalizio non dichiarato destinato a segnare la musica rock degli anni sessanta.
Secondo alcuni, nacque durante questo viaggio l'idea di Mr. Tambourine Man, canzone poi ripresa dai Byrds, decisamente il brano più significativo ed importante del successivo album, Bringing It All Back Home, pubblicato nel 1965. Gli stessi Byrds avrebbero restituito in forma folk-rock anche due brani contenuti nell'album Another Side: All I Really Want to Do e Chimes of Freedom.
Tornato a New York, Dylan vede la rottura della sua relazione sentimentale con Suze Rotolo (che rievocherà a suo modo nella lunghissima, oltre otto minuti di durata, Ballad In Plain D). Questo influirà sulla vena poetica dell'intero disco.
Per sostenere il lancio del precedente album The Times They Are a-Changin', il cantante si era recato intanto, poco tempo prima, in Inghilterra per il suo primo vero tour internazionale.
Dopo la parentesi in Gran Bretagna, si concesse una vacanza europea che prevedeva, dopo Parigi e Berlino, tappe in Grecia (dove sarebbero stati composti i brani Chimes Of Freedom e It Ain't Me Babe). Tornato negli Stati Uniti, Dylan si chiuse in studio per incidere i brani di Another Side Of Bob Dylan (nome scelto dal produttore Tom Wilson).
Il disco è composto da motivi liricamente significativi, molti dei quali musicalmente influenzati, con giri di accordi in minore, dalla fine del suo rapporto con Suze. La distinzione tra i brani - tra ballate bluesy e folk prettamente acustico - è notevole: ad unire il tutto pare tuttavia fare da sottofondo il ritmo sincopato (quasi spezzato) del rock and roll che si mescola con le influenze blues e beat dei nascenti gruppi musicali british, Beatles in testa.
Il titolo dell'album (in lingua italiana traducibile con Un'altra parte di Bob Dylan) può essere frainteso: in effetti Dylan ha sempre precisato che questa collezione di canzoni non andava assolutamente considerata né come una rottura né come una negazione rispetto al passato (evidentemente in termini non solo musicali ma anche poetici).
Nel retro copertina è presente una lunghissima poesia-poema (o meglio, una raccolta di poesie) dello stesso Dylan intitolata Some other kinds of songs ... (Un altro genere di canzoni ...): in essa il cantante-poeta ribadisce come [il pubblico] non dovrebbe contare su di lui per future battaglie sociali; d'altronde, si tratta appunto di un altro tipo di canzoni quelle che escono da Another Side.
Il testo scritto e non musicato è ricco di citazioni colte e riferimenti a personaggi biblici e non o a situazioni dell'epoca (l'eco della guerra fredda non si era ancora sopito): fra Michelangelo e Cenerentola, Living Theatre e il profeta Giosuè, scrive ad esempio nel passaggio dedicato a Françoise Hardy (cantante francese in voga all'epoca):
sulla riva della senna
un'ombra gigante
di notre dame
tenta di affermarmi un piede
studenti della sorbona
frullano accanto su bici sottili
roteano turbinanti colori similvita in pelle
la brezza sbadiglia cibo
lontano dalle pance
di erhard che incontra johnson»
E, citando un film italiano di successo, Rocco e i suoi fratelli, aggiunge poco più avanti:
dicono che c'è della gente più incasinata di me
Non voglio saperne»
Pochi anni dopo (e dopo un misterioso incidente motociclistico) Dylan si ritirerà dalle scene per diverso tempo rifugiandosi nella pace dei boschi delle colline fuori New York, dove troverà - con il contributo di The Band (suo gruppo storico) quella che secondo molti critici si rivelerà poi la formula musicale più brillante della storia del rock, la commistione tra folk e rock appunto, seconda solo - in termini di impatto sui gusti giovanili - a quella avuta dalla musica di Elvis Presley.
È da notare, infine, che l'album contiene una canzone, My Back Pages (Le mie pagine passate), ripresa poi dal gruppo californiano dei Byrds e, in anni recenti, in esibizioni live dei Traveling Wilburys in formazione allargata ad Eric Clapton e Neil Young. In sei lunghe e cadenzate strofe, accompagnandosi unicamente con la chitarra, Dylan afferma - poeticamente, ed in maniera curiosa per un giovane (allora) di ventitré anni - di sentirsi giovane più di ieri (Younger than yesterday). Il passato è alle spalle, lascia capire.
Senza considerare che - fra pregiudizi stracciati a metà e sogni di romantici fatti di moschettieri) - sostenere che la vita è bianca e nera è solo una bugia.

## Tracce
Testi e musiche di Bob Dylan.
Lato A
1. All I Really Want to Do – 4:04
2. Black Crow Blues – 3:14
3. Spanish Harlem Incident – 2:24
4. Chimes of Freedom – 7:10
5. I Shall Be Free No. 10 – 4:47
6. To Ramona – 3:52

Lato B
1. Motorpsycho Nitemare – 4:33
2. My Back Pages – 4:22
3. I Don't Believe You (She Acts Like We Never Have Met) – 4:22
4. Ballad in Plain D – 8:16
5. It Ain't Me Babe – 3:33